# Wuppenau
Wuppenau – miejscowość i gmina (Politische Gemeinde) w północno-wschodniej Szwajcarii, w kantonie Turgowia, w okręgu (Bezirk) Weinfelden.  

## Demografia
W Wuppenau mieszkają 1 182 osoby. W 2021 roku 8,5% populacji gminy stanowiły osoby urodzone poza Szwajcarią. 

## Transport
Przez teren gminy przebiega droga główna nr 437.